# Al-Hosn
 (mai 2025).
Si vous disposez d'ouvrages ou d'articles de référence ou si vous connaissez des sites web de qualité traitant du thème abordé ici, merci de compléter l'article en donnant les références utiles à sa vérifiabilité et en les liant à la section « Notes et références ».
 (septembre 2022).
Al-Hosn (en arabe littéraire: الحصن / al-ḥiṣn ; en arabe levantin: الحصن / al-ḥoṣn) est un village de Syrie situé dans la vallée des Chrétiens, dans le gouvernorat de Homs. Il tire son nom du Crac des Chevaliers (en arabe littéraire : قلعة الحصن qalʿaẗ al-ḥiṣn), au pied duquel il se trouve.
En 2004, sa population est de 8980 habitants.